# Rachicerus solivagus
Rachicerus solivagus är en tvåvingeart som beskrevs av Akira Nagatomi 1970. Rachicerus solivagus ingår i släktet Rachicerus och familjen vedflugor.
Artens utbredningsområde är Thailand. Inga underarter finns listade i Catalogue of Life.